# 아이다 M. 타벨

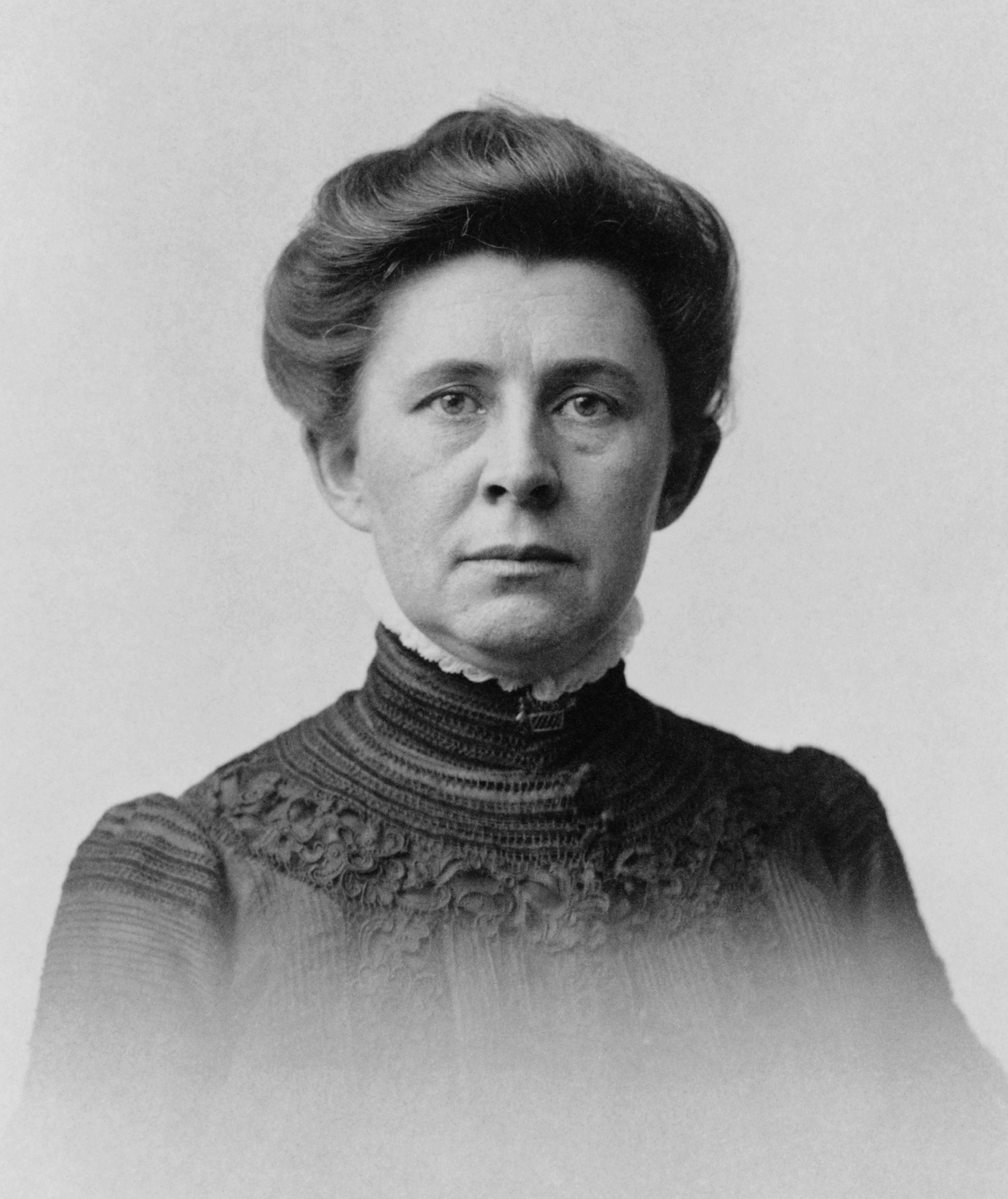
아이다 M. 타벨

아이다 미너바 타벨(Ida Minerva Tarbell, 1857년 11월 5일 ~ 1944년 1월 6일)은 미국의 언론인으로 미국의 진보시대에 유력한 지도자였다. 그녀의 1904년 '스탠다드오일회사'라는 책이 가장 유명한데, 이는 뉴욕 타임즈 신문이 선정한 미국 20세기 저널리즘중 가장 중요한 100개의 보도에서 5번째로 뽑혔다.

## 설명
아이다 미너바 타벨은 미국의 작가, 탐사 저널리스트, 전기 작가 및 강사였다. 그녀는 19세기 말과 20세기 초 진보 시대의 대표적인 추악꾼이자 개혁가 중 한 명이며 탐사 저널리즘의 선구자였다.
석유 붐이 시작될 때 펜실베니아에서 태어난 타벨은 1904년에 출간한 저서 스탠다드오일회사(The History of the Standard Oil Company)로 가장 잘 알려져 있다. 이 책은 1902년부터 1904년까지 맥클루어스(McClure's)에 일련의 기사로 출판되었다. 역사가 J. 노스 콘웨이(J. North Conway)는 이 책을 "탐사 저널리즘의 걸작"이라고 불렀으며, "지금까지 출판된 비즈니스에 관한 가장 영향력 있는 책"이라고 평가했다. 미국' 역사가 다니엘 예르긴(Daniel Yergin)의 저서이다. 이 작업은 스탠더드 오일 독점의 해체에 기여했으며 1906년 햅번법, 만-엘킨스법, 연방거래위원회(FTC) 창설, 클레이튼 독점금지법 통과를 도왔다.
타벨은 또한 64년의 경력 동안 여러 전기를 썼다. 그녀는 롤랜드 부인과 나폴레옹에 대한 전기를 썼다. 타벨은 "강력한 인간의 진실과 동기가 발견될 수 있다"고 믿었다. 그녀는 그 진실이 "의미 있는 사회 변화를 촉진하는" 방식으로 전달될 수 있다고 확신했다. 그녀는 에이브러햄 링컨의 초기 생애와 경력에 초점을 맞춘 책을 포함하여 에이브러햄 링컨에 관한 수많은 책과 작품을 썼다. 스탠다드오일회사에 대한 폭로와 존 D. 록펠러의 인성 연구 이후 그녀는 사업가 US 스틸의 회장인 엘버트 헨리 게리(Elbert Henry Gary)와 GE의 사장인 오언 D. 영(Owen D. Young)의 전기를 썼다.
다작의 작가이자 강사인 타벨은 석유 산업, 관세, 노동 관행 등 복잡한 주제를 다루고 이를 유익하고 이해하기 쉬운 기사로 분류하는 것으로 유명했다. 그녀의 기사는 맥클루어스 매거진과 아메리칸 매거진(The American Magazine)에 배포되었으며 그녀의 책 중 다수는 미국 일반 대중에게 인기가 있었다. 맥클루어스 매거진의 작가이자 편집자로 성공적인 경력을 쌓은 타벨은 다른 편집자들과 함께 아메리칸 매거진을 구매하고 출판했다. 타벨은 또한 순회 강연을 통해 당시 48개 주를 모두 순회하며 전쟁의 폐해, 세계 평화, 미국 정치, 신탁, 관세, 노동 관행 및 여성 문제를 포함한 주제에 대해 연설했다.
타벨은 전문 조직에 참여했으며 두 개의 대통령위원회에서 활동했다. 그녀는 작가 연맹(현재 작가 길드)의 결성을 도왔으며 30년 동안 펜과 붓 클럽의 회장을 역임했다. 제1차 세계대전 동안 그녀는 우드로 윌슨 대통령의 국방위원회 여성위원회에서 활동했다. 전후에 타벨은 워런 G. 하딩 대통령의 1921년 실업 회의에 참석했다.
결혼한 적이 없는 타벨은 여성 참정권 운동에 비판적이었지만 행동으로 볼 때 종종 페미니스트로 간주된다.

## 관련 서적
- 아이다 미네르바 타벨: 어떻게 한 명의 저널리스트가 독점재벌 스탠더드 오일을 쓰러뜨렸나, 스티브 와인버그, 2010